# Casciana Terme
Casciana Terme là một đô thị ở tỉnh Pisa trong vùng Toscana thuộc Ý, có cự ly khoảng 60 km về phía tây nam của Florence và khoảng 30 km về phía đông nam của Pisa. Tại thời điểm ngày 31 tháng 12 năm 2004, đô thị này có dân số 3.620 người và diện tích là 36,4 km².
Đô thị Casciana Terme có các frazioni (các đơn vị trực thuộc, chủ yếu là các làng) Collemontanino, Parlascio, Ceppato, và Sant'Ermo.
Casciana Terme giáp các đô thị: Chianni, Lari, Lorenzana, Santa Luce, Terricciola.